# Wierzbka
Wierzbka – wieś w Polsce położona w województwie świętokrzyskim, w powiecie staszowskim, w gminie Bogoria.
W latach 1975–1998 miejscowość administracyjnie należała do województwa tarnobrzeskiego.

## Dawne części wsi – obiekty fizjograficzne
W latach 70. XX wieku przyporządkowano i opracowano spis lokalnych części integralnych dla Wierzbki zawarty w tabeli 1.

| Nazwa wsi – miasta    | Nazwy części wsi – miasta | Nazwy obiektów fizjograficznych – charakter obiektu |
| --------------------- | ------------------------- | --- |
| I. Gromada NIEDŹWIEDŹ |                           | |
| 1. Wierzbka           | 1. Kolonie 2. Stara Wieś  | 1. Bartki — pole, las 2. Chojaczki — las 3. Dzieniec — pole 4. Gawrony — pole 5. Kamienie — pole 6. Pasieka — pole 7. Placówki — pole 8. Pod Dziewiątlami — pole 9. Pod Malkowicami — łąki, pole 10. Pod Wyrwą — pole 11. Pod Zamczyną — pole, łąka 12. Poręba — pole 13. Rudki — pole 14. Smużki — las, pole 15. Staw — pole 16. Trzcianka — pole, łąka 17. Zamczyna — wzgórze 18. Zbrza — pole, łąka |

## Historia
Miejscowość została odnotowana w połowie XV w. przez Jana Długosza (L. B., t. I, 320) jako należąca do parafii Kiełczyna. Właścicielem wsi był Jan z Oleśnicy herbu Dębno. Do wsi należało wówczas 5 łanów kmiecych i karczma z rolą, z których archidiakonii sandomierskiej płacono dziesięcinę wartości 4 grzywien. Był też wówczas folwark rycerski i zagrodnicy.
Wieś leżąca w powiecie sandomierskim województwa sandomierskiego wchodziła w XVII wieku w skład kompleksu iwaniskiego dóbr Zbigniewa Ossolińskiego. W 1629 roku właścicielem wsi położonej w powiecie sandomierskim województwa sandomierskiego był Krzysztof  Ossoliński.

## Literatura
1. Kaczmarek Leon (red. nauk. zeszytu), Taszycki Witold (red. nauk. wyd.): Urzędowe Nazwy miejscowości i obiektów fizjograficznych. 33. Powiat staszowski województwo kieleckie. Komisja ustalania nazw miejscowości i obiektów fizjograficznych (do użytku służbowego). Z: 33. Warszawa: Urząd Rady Ministrów. Biuro do Spraw Prezydiów Rad Narodowych, 1970. Brak numerów stron w książce

- Wierzbka (2), [w:] Słownik geograficzny Królestwa Polskiego, t. XIII: Warmbrun – Worowo, Warszawa 1893, s. 398.